# Carmen Ramírez Boscán
Carmen Felisa Ramírez Boscán (Maicao, Colombia; 1982) también conocida como Karmen, o por su nombre nativo Wayúnkerra Epinayú, es una activista indígena del feminismo, defensora de derechos humanos y del medio ambiente y política colombiana. Pertenece al partido Colombia Humana siendo representante del pueblo wayú. Fue elegida como respresentante a la cámara por los colombianos en el exterior en las elecciones legislativas de 2022 haciendo parte de la coalición conocida como Pacto Histórico.

## Trayectoria
En el año 2000 Ramírez Boscán fundó la asociación Fuerza de Mujeres Wayuu.
En el año 2007 escribió el libro Desde el Desierto, donde narra la violencia sufrida por el pueblo wayú y el impacto negativo de la minería en la biodiversidad.
Ramírez tuvo que abandonar el país en el año 2011 tras haber recibido amenazas contra su vida. Se estableció en Berna, Suiza, donde años más tarde contrajo matrimonio.
En el año 2013 fue invitada a dar un discurso en la gala de los 25 años del Fondo Global para Mujeres (Global Fund for Women), donde fue reconocida por su trabajo con mujeres indígenas en América Latina, el evento se llevó a cabo en la ciudad de San Francisco, Estados Unidos.
En el año 2022 Ramírez participó en la circunscripción internacional para representar a los colombianos en el exterior por la lista de la coalición Pacto Histórico y el aval de Colombia Humana, donde resultó electa al obtener 37.220 votos, superando al partido Centro Democrático, que buscaba ser electo por segunda vez consecutiva y que obtuvo 29.917 votos.

## Libros publicados
- Desde el desierto (2007) Maica: Cabildo Wayúu Nóüna de Campamento. ISBN 987-958-44-1682-7